# マピミ

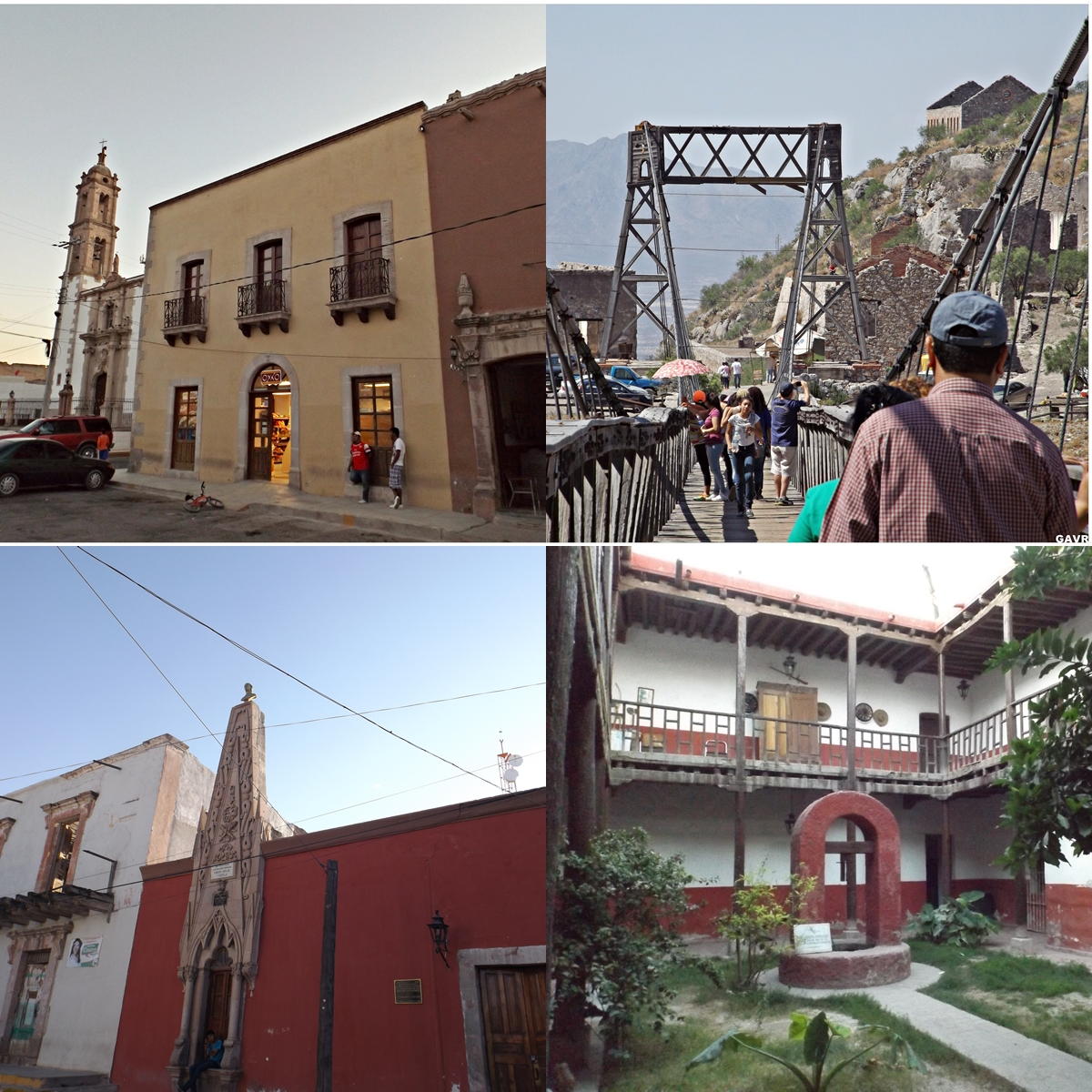
市内の風景

マピミ（スペイン語: Mapimí）は、メキシコドゥランゴ州の北東部のマピミ自治体にある町。マピミ盆地にあるチワワ砂漠南部のマピミ砂漠の南端に位置する。人口は4,229人（1990年）。座標: 北緯25度49分59秒 西経103度50分52秒海抜1,367メートル。
銀・銅・鉛・マンガンなどの採掘により栄えた鉱山町である。
周辺部のカンパーナ山脈、パロマス湖、ソレダード砂丘一帯の砂漠と半砂漠にはマトラル、チャパラルの植生が広がり、ピューマ、ミュールジカ、カナダヅル、キットギツネ、メキシコゴファーガメ、アメリカアナグマ、イヌワシなどの動物が生息している。マピミ生物圏保護区として1977年にユネスコの生物圏保護区に指定された。